# Chorinaeus flavipes
Chorinaeus flavipes är en stekelart som beskrevs av Bridgman 1881. Chorinaeus flavipes ingår i släktet Chorinaeus och familjen brokparasitsteklar. Arten är reproducerande i Sverige. Inga underarter finns listade i Catalogue of Life.